# Udačnyj
Udačnyj (rusky Удачный, v překladu "Úspěšný", "Vydařený", "Šťastný") je město v Rusku v Jakutské republice v okrese Mirnyj. V roce 2010 zde žilo přes 12 000 obyvatel.

## Historie
Udačnyj byl založen v roce 1968 jako osada zaměstnanců přilehlého povrchového dolu na diamanty. Na město byl Udačnyj povýšen roku 1987.
V roce 1974 byl poblíž města proveden atomový výbuch. Byl objednán ministerstvem hutnictví barevných kovů a jeho cílem bylo vytvořit přehradu na potoku Ulachan Bysytaach, která měla zásobovat blízký kombinát na obohacování rud. Mělo být provedeno celkem osm podobných výbuchů (1,7 kilotuny), ale po prvním výbuch byla naměřena radioaktivita, která mnohonásobně překračovala očekávané hodnoty. Z tohoto důvodu se od dalších výbuchů upustilo, ale kráter byl zasypán až po 18 letech.

## Hospodářství a doprava
Hospodářství města je založeno výlučně na těžbě diamantů v přilehlém povrchovém dole. Se zbytkem Ruska je Udačnyj spojen silnicí vedoucí do města Mirnyj. V osadě Poljarnyj poblíž Udačného se nachází letiště s betonovou dráhou, odkud je provozováno mimo jiné pravidelné přímé letecké spojení s Moskvou.